# The Peninsula Paris
The Peninsula Paris es un hotel histórico de lujo ubicado en la ciudad de París, Francia. Anteriormente fue conocido como Palacio de Castilla (Palais de Castille), residencia de la reina exiliada de España Isabel II, y más tarde Hotel Majestic (Hôtel Majestic en lengua francesa), centro importante en la vida social europea.

## Historia

### Palacio de Castilla
El edificio, en el número 19 de la Avenida Kléber, cerca de la Place de l'Étoile, fue construido con el nombre de Hôtel Basiliewski en 1864 por el diplomático y coleccionista de arte ruso Alexander Basiliewski, siendo el arquitecto Clément Parent, en la zona más importante de la expansión urbana de París (Plan Haussmann).
La reina exiliada de España, Isabel II, abandonó su país tras el éxito de la Revolución "La Gloriosa" en 1868 y fue acogida por Napoleón III y su mujer, la española Eugenia de Montijo. Ese mismo año compró el edificio y lo renombró como Palacio de Castilla, convirtiéndolo así en su residencia oficial hasta su muerte. La reina Isabel renunció a sus derechos dinásticos en favor de su hijo, el futuro rey Alfonso XII, en este palacio el 20 de junio de 1870 en presencia de importantes personalidades españolas. A pesar de que su hijo consiguió la corona española con la Restauración borbónica en 1874, la reina permaneció en París hasta su muerte en 1904.

### Hotel Majestic
Tras una gran subasta en la que participó el gobierno de Estados Unidos y el rey Leopoldo II de Bélgica, finalmente adquirió el palacio el empresario Leonard Tauber, quien fundaría el Hotel Majestic. Las obras comenzaron en 1904 y terminarían cuatro años después, siendo inaugurado en diciembre de 1908. El hotel sirvió como hospital durante cinco meses en 1914 debido a la Primera Guerra Mundial, además de ser dañado y no poder reabrir hasta 1916. Entre los personajes históricos relacionados con el Hotel Majestic están Picasso, Joyce y Proust, que celebraron en él una comida de artistas. Azorín residió allí durante la Primera Guerra Mundial, periodo en el que actuó como corresponsal de guerra (sus crónicas se publicaron bajo el título París bajo las bombas). Al Hotel Majestic se refiere también Ernst Jünger en sus Diarios.

### Edificio gubernamental
Durante la ocupación alemana de Francia en la Segunda Guerra Mundial (1940-1944) fue sede de la comandancia militar alemana (Militärbefehlshaber in Frankreich, MBF). Tras la guerra, fue elegida como primera sede de la UNESCO, función que cumplió entre 1946 y 1958. A partir de entonces sirvió al Ministère des Affaires étrangères como centro de conferencias internacionales; entre las que estuvieron las negociaciones que pusieron fin a la Guerra de Vietnam (1973), al conflicto de Camboya (1991) y al de Costa de Marfil (2003, en los denominados Acuerdos Kléber). 

### The Peninsula Paris
En 2007, el presidente francés Jacques Chirac decidió poner el palacio en venta para sanear sus cuentas, siendo adquirido por 600 millones de euros por un grupo hotelero chino con sede en Hong Kong que, tras varios años de intensos trabajos, lo inauguró como el hotel de lujo The Peninsula Paris en 2014, con 200 habitaciones de lujo y 34 suites.

## En la ficción
El personaje de ficción Arsenio Lupin tuvo en este edificio algunas de sus peripecias (ambientadas en la Belle Époque); así como los agentes de la GESTAPO y los miembros de la resistencia francesa de las novelas de Patrick Modiano.